# Iskandar Zulkarnain Zainuddin
Iskandar Zulkarnain Zainuddin (* 24. Mai 1991 in Kuala Lumpur) ist ein malaysischer Badmintonspieler.

## Karriere
Iskandar Zulkarnain Zainuddin gewann bei der Junioren-Badmintonasienmeisterschaft 2009 Silber im Herreneinzel, wodurch er sich für die Juniorenweltmeisterschaft qualifizieren konnte und dort auch Silber gewinnen konnte. Bei den German Juniors 2009 siegte er im Einzel, während er beim Smiling Fish 2010 im Doppel erfolgreich war und Zweiter im Einzel wurde. Bei den Macau Open 2011 belegte er Rang 17 im Einzel, bei den Vietnam Open 2012 Rang neun. 2014 siegte er bei den ASEAN University Games.